# Бахо-Дева

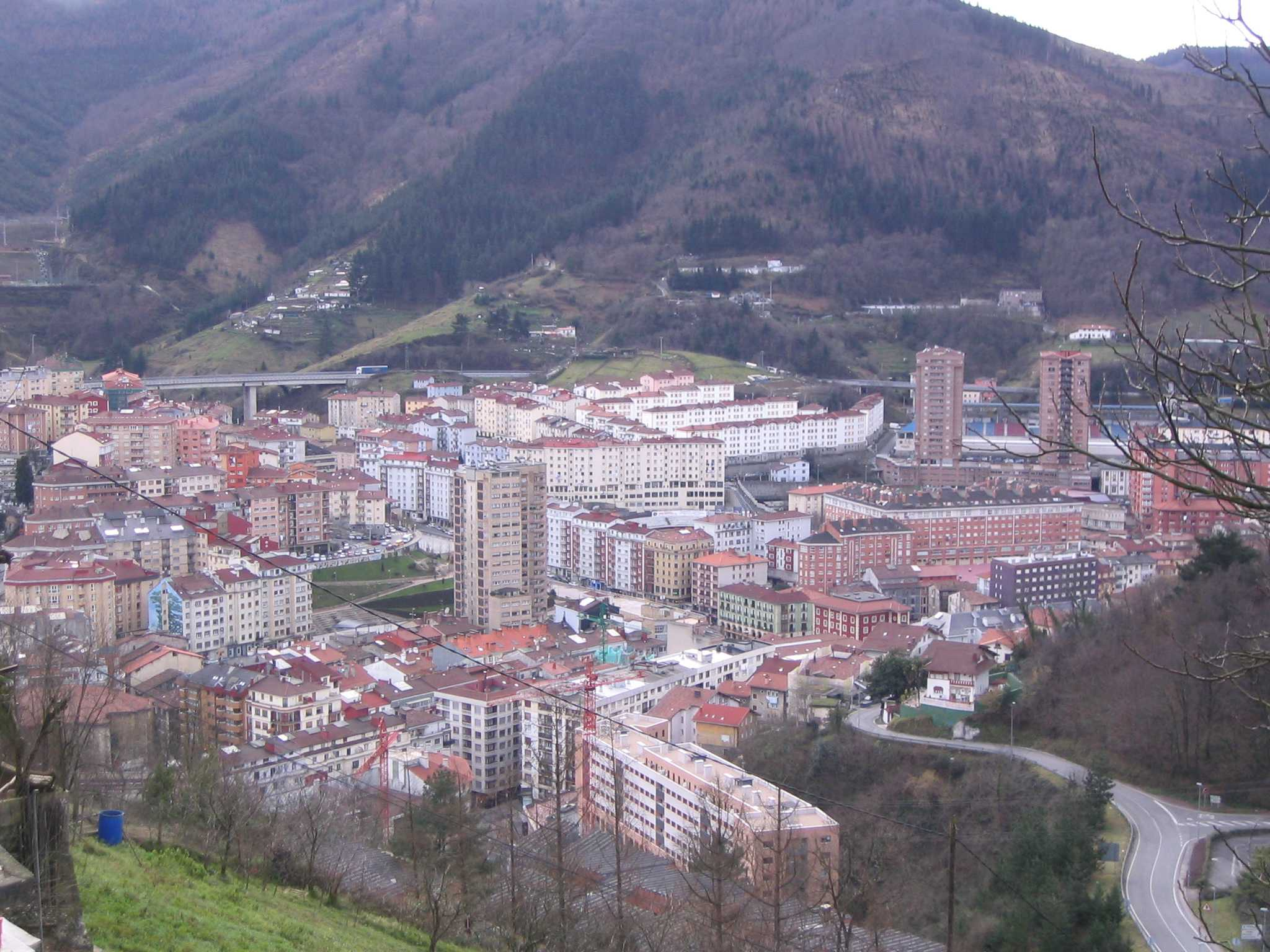
Эйбар

Бахо-Дева (исп. Bajo Deva, баск. Debabarrena) — район (комарка) в Испании, входит в провинцию Гипускоа в составе автономного сообщества Страны Басков.

## Природная среда
Бахо-Дева окружена множеством гор, наиболее высокие из них имеют высоту около 800 метров. Урко, Арно и Андуц являются самыми высокими. Весь регион покрыт лесами и прериями, а также имеет множество ручьев, большинство из которых являются притоками реки Деба, которая называется комарка. Эти ручьи обычно короткие и имеют высокий уровень загрязнения, несмотря на то, что уровень загрязнения значительно снизился с 1980-х годов.

## Информационные материалы
Бахо-Дева расположена в центре Страны Басков, что благоприятно сказывается на коммуникациях региона. Главной автомагистралью является AP-8, которая соединяет Дебабаррену с Бильбао и французской границей, а также AP-1, которая соединяет Эйбар с Дебагойеной и Арабой /Алавой.
Железнодорожная линия, соединяющая Бильбао и Доностию-Сан-Себастьян, также используется в Деба, Мендаро, Эльгоибаре и Эйбаре в основном как поезд на короткие расстояния. Гавани Деба и Мутрику не используются для перевозки товаров и пассажиров.

## Муниципалитеты
- Дева (Гипускоа)
- Эйбар
- Эльгойбар
- Мендаро
- Мотрико
- Пласенсиа-де-лас-Армас